# توربیان
توربیان (به نروژی: Thorbjørn) یا (به نروژی: Thorbjörn) یک نام رایج در بین مردم اسکاندیناوی می‌باشد که برگرفته از شخصیت افسانه‌ای ثور است.
- توربیان یاگلان
- توربیان اگنر